# Algoritmus LLL
Algoritmus LLL (také L3), rozepsaně Lenstrův-Lenstrův-Lovászův algoritmus pro redukci báze mříže je polynomický algoritmus publikovaný v roce 1982 Arjenem Lenstrou, Hendrikem Lenstrou a László Lovászem a sloužící k nalezení redukované báze dané bodové mříže. Pro bodové mříže v prostoru o pěti a více rozměrech není znám žádný  efektivní algoritmus pro nalezení nejkratší báze dané mříže, ale v řadě aplikací je postačující najít jeho aproximaci, kterou je možné efektivně najít právě algoritmem LLL.
Původní aplikací metody bylo hledání rozkladu polynomů s racionálními koeficienty, ale později našla daleko rozmanitější uplatnění při řešení rozmanitých úloh na bodových mřížích. Patřičné problémy se objevují například v kryptoanalýze některých asymetrických šifer (například RSA a NTRUEncrypt) nebo v rámci lineárního programování.

## LLL-redukovaná báze
Pro zadanou bázi mříže
{\displaystyle \mathbf {B} =\{\mathbf {b} _{0},\mathbf {b} _{1},\dots ,\mathbf {b} _{n}\},}
je uvažována ortogonální báze získaná Gramovou-Schmidtovou ortogonalizací:
{\displaystyle \mathbf {B} ^{*}=\{\mathbf {b} _{0}^{*},\mathbf {b} _{1}^{*},\dots ,\mathbf {b} _{n}^{*}\},}
a koeficienty
{\displaystyle \mu _{i,j}={\frac {\langle \mathbf {b} _{i},\mathbf {b} _{j}^{*}\rangle }{\langle \mathbf {b} _{j}^{*},\mathbf {b} _{j}^{*}\rangle }}}, pro všechna {\displaystyle 1\leq j<i\leq n}.
Báze {\displaystyle B} je považována za LLL-redukovanou s parametrem {\displaystyle \delta \in (1/4,1)}, pokud jsou splněny dvě podmínky:
1. Pro {\displaystyle 1\leq j<i\leq n\colon \left|\mu _{i,j}\right|\leq {\frac {1}{4}}}
2. Pro k = 1,2,..,n {\displaystyle \colon \delta \Vert \mathbf {b} _{k-1}^{*}\Vert ^{2}\leq \Vert \mathbf {b} _{k}^{*}\Vert ^{2}+\mu _{k,k-1}^{2}\Vert \mathbf {b} _{k-1}^{*}\Vert ^{2}}

## Implementace
Algoritmus LLL je součástí řady výpočetních prostředí a programových knihoven, například:
- GAP nabízí funkci LLLReducedBasis
- Maple nabízí funkci IntegerRelations[LLL]
- Mathematica nabízí funkci LatticeReduce
- PARI/GP nabízí funkci qflll
- SageMath nabízí funkci LLL